# Кировский район (Пермь)
Ки́ровский райо́н — один из семи районов Перми.

## География
Площадь района — 157,13 км². Район полностью расположен на правом берегу Камы, в правобережной части Перми. 
На территории района расположены микрорайоны: Водники, Закамск, Кировский, Крым, Налимиха, Новые Водники, Новый Январский, Оборино, Октябрьский, Старые Водники, Судозаводский. 

## История
Район образован 18 января 1941 года указом Президиума Верховного Совета РСФСР за счёт включения в городскую черту города Молотова (прежнее название Перми) рабочего посёлка Закамска, входящего в пригородную зону города Краснокамска, и посёлков, объединяемых Закамским поселковым советом. Район назван в честь С. М. Кирова.
В районе жили пять Героев Советского Союза: И. Г. Лядов, Г. В. Танцоров, Ф. Н. Худанин, М. А. Федосеев, М. П. Пономарёв. Их именами названы улицы[значимость факта?].

## Население
| 1959     | 1970     | 1979     | 1989     | 2002     | 2006     | 2007     | 2009     | 2010     |
| -------- | -------- | -------- | -------- | -------- | -------- | -------- | -------- | -------- |
| 87 390   | ↗134 538 | ↘126 290 | ↗138 607 | ↘126 960 | ↘124 600 | ↘123 600 | ↘123 105 | ↗127 793 |
| 2012     | 2013     | 2014     | 2015     | 2016     | 2017     | 2018     | 2019     | 2020     |
| ↗128 024 | ↗128 621 | ↗129 560 | ↗130 190 | ↗130 582 | ↗131 204 | ↗131 467 | ↗131 720 | ↘131 577 |
| 2021     | 2023     |          |          |          |          |          |          |          |
| ↘128 685 | ↘127 671 |          |          |          |          |          |          |          |

Население района составляет 12.43 % населения Перми.